# Pandanus juliferus
Pandanus juliferus là một loài thực vật có hoa trong họ Dứa dại. Loài này được Martelli miêu tả khoa học đầu tiên năm 1914.